# 아일랜드 신조
아일랜드 신조 ( Irish Articles )는 1615년에 제임스 어셔에 의해 제정된 신앙선언문으로 웨스트민스터 신앙고백에 많은 영향을 끼쳤다. 
아일랜드 전지역에 있는 주교와 대주교들에 동의를 얻어 작성된 것으로 의견의 다양성 보다는 기독교 종교를 다루는 데 의견일치를 추구하려 하였다. 
성경과 신조에 관하여, 삼위일체 믿음에 관하여, 영원한 작정과 예정에 관하여, 창조와 통치에 관하여 등의 내용으로 구성되어 있다.
첫 문장은 '종교의 기초와 믿음의 규칙과 구원하는 진리는 성경에 있는 하나님의 말씀이다.'로 시작한다.
11에서 작정교리 부분에 이차 원인의 우발성에 대하여 언급하는 데 이 부분은 웨스트민스터 신앙고백과도 일치한다.

## 참고 문헌
- 영어 전문

1. ↑  “The Irish Articles of Religion (1615) – by James Ussher , Reformed Theology at A Puritan's Mind” (미국 영어). 2020년 6월 1일에 확인함.
2. ↑  Fesko, J. V., 1970-. 〈4〉. 《The theology of the Westminster standards : historical context and theological insights》. Wheaton, Illinois. 104쪽. ISBN 978-1-4335-3311-2.